# يوهان لوكاس فون هيلدبراندت
يوهان لوكاس فون هيلدبراندت (بالألمانية: Johann Lucas von Hildebrandt)‏ (و. 1668 – 1745 م) هو مهندس معماري من النمسا . ولد في جنوة.
توفي في فيينا.

## أعمال بارزة
من أهم أعماله:
- Church of saint Lawrence and Zdislava
- Mirabell Palace.